# RuPaul's Drag Race All Stars (seconda edizione)
La seconda edizione di RuPaul's Drag Race All Stars è andata in onda negli Stati Uniti a partire dal 25 agosto 2016 sulla rete televisiva Logo TV. Nel 2015 è stata annunciata questa seconda edizione di All Stars che è stata registrata subito dopo il termine delle riprese dell'ottava stagione di RuPaul's Drag Race. A questa seconda edizione hanno preso parte: Adore Delano, Alaska Thunderfuck 5000, Alyssa Edwards, Coco Montrese, Detox, Ginger Minj, Katya, Phi Phi O'Hara, Roxxxy Andrews e Tatianna.
Durante la promozione dell'edizione, venne annunciato un cambio di format: non sarebbero state più formate le coppie, e non sarebbero più state le due concorrenti peggiori ad esibirsi in playback per salvarsi dall'eliminazione, ma le due concorrenti migliori: la vincitrice avrebbe ricevuto un premio di 10.000 dollari e la possibilità di decidere quale concorrente tra le peggiori eliminare dalla competizione. Altra novità annunciata è stata il cambio di uno dei giudici, Ross Matthews, che da giudice fisso è passato a ospite solo di qualche puntata, sostituito da Todrick Hall. Sono rimasti invece invariati gli altri giudici: Michelle Visage e Carson Kressley.
Alaska, vincitrice della seconda edizione, ha ricevuto come premio 100000 $, una fornitura di un anno di cosmetici della Anastasia Beverly Hills Cosmetics, una corona e uno scettro di Fierce Drag Jewels. La proclamazione della vincitrice è avvenuta nella penultima puntata, poiché nell'episodio finale è stata trasmessa una "reunion" con tutte le concorrenti dell'edizione.
Il 26 maggio 2021, fu annunciato che Ginger Minj sarebbe tornata a competere nella sesta edizione All Stars, segnando la prima volta in cui una concorrente di una precedente edizione All Stars, che non fosse la prima, torna a gareggiare in All Stars. Roxxxy Andrews parteciperà in seguito alla nona edizione di RuPaul's Drag Race All Stars.

## Concorrenti
Le dieci concorrenti che hanno preso parte al reality show sono:
| Concorrente    | Vero nome            | Età | Città                    | Edizione Originale | Posizionamento Edizione Originale | Posizionamento |
| -------------- | -------------------- | --- | ------------------------ | ------------------ | --------------------------------- | -------------- |
| Alaska         | Justin Andrew Honard | 30  | Los Angeles – California | 5ª edizione        | Finalista                         | Vincitore      |
| Detox          | Matthew Sanderson    | 30  | Los Angeles – California | 5ª edizione        | 4º posto                          | Finalisti      |
| Katya          | Brian McCook         | 33  | Boston – Massachusetts   | 7ª edizione        | 5º posto/Miss Simpatia            | Finalisti      |
| Roxxxy Andrews | Michael Feliciano    | 31  | Orlando – Florida        | 5ª edizione        | Finalista                         | 4º posto       |
| Alyssa Edwards | Justin Johnson       | 35  | Dallas – Texas           | 5ª edizione        | 6º posto                          | 5º posto       |
| Tatianna       | Joey Santolini       | 27  | Falls Church – Virginia  | 2ª edizione        | 4º posto                          | 6º posto       |
| Phi Phi O'Hara | Jaremi Carey         | 29  | New York – New York      | 4ª edizione        | Finalista                         | 7º posto       |
| Ginger Minj    | Joshua Eads Brown    | 31  | Orlando – Florida        | 7ª edizione        | Finalista                         | 8º posto       |
| Adore Delano   | Dani Noriega         | 25  | Azusa – California       | 6ª edizione        | Finalista                         | 9º posto       |
| Coco Montrese  | Martin Cooper        | 41  | Las Vegas – Nevada       | 5ª edizione        | 5º posto                          | 10º posto      |

## Tabella eliminazioni
| Ordine | Episodi  | Episodi  | Episodi | Episodi | Episodi  | Episodi  | Episodi | Episodi        |
| Ordine | 1        | 2        | 3       | 4       | 5        | 6        | 7       | 8              |
| ------ | -------- | -------- | ------- | ------- | -------- | -------- | ------- | -------------- |
| 1      | Roxxxy   | Alaska   | Alyssa  | Alaska  | Alyssa   | Alaska   | Detox   | Alaska         |
| 2      | Tatianna | Katya    | Detox   | Phi Phi | Tatianna | Katya    | Katya   | Detox          |
| 3      | Alaska   | Phi Phi  | Phi Phi | Detox   | Alaska   | Alyssa   | Alaska  | Katya          |
| 4      | Ginger   | Ginger   | Alaska  | Roxxxy  | Detox    | Detox    | Roxxxy  | Roxxxy Andrews |
| 5      | Katya    | Alyssa   | Roxxxy  | Katya   | Katya    | Roxxxy   | Alyssa  |                |
| 6      | Detox    | Roxxxy   | Katya   | Alyssa  | Roxxxy   | Tatianna |         |                |
| 7      | Alyssa   | Detox    | Ginger  |         | Phi Phi  |          |         |                |
| 8      | Adore    | Tatianna |         |         | Ginger   |          |         |                |
| 9      | Phi Phi  | Adore    |         |         | Coco     |          |         |                |
| 10     | Coco     |          |         |         |          |          |         |                |

Legenda:
     La concorrente ha vinto la gara
     La concorrente è arrivata in finale, ma non ha vinto
     La concorrente è arrivata in finale, ma è stata eliminata
     La concorrente ha vinto la sfida, si è esibita in playback e ha vinto
     La concorrente ha vinto la sfida, si è esibita in playback, ha vinto ed è stata riammessa nella competizione
     La concorrente ha vinto la sfida, si è esibita in playback e ha perso
     La concorrente ha vinto la sfida, ma non si è esibita in playback
     La concorrente figura tra le prime, ma non si è esibita in playback
     La concorrente è salva e accede alla puntata successiva (l'ordine di chiamata è casuale)
     La concorrente figura tra le ultime, ma non è a rischio eliminazione
     La concorrente figura tra le ultime ed è a rischio eliminazione
     La concorrente è stata eliminata
     La concorrente è tornata con la possibilità di ritornare nella competizione, ma è stata eliminata nuovamente
     La concorrente ha abbandonato la competizione di sua spontanea volontà

## Giudici
- RuPaul
- Michelle Visage
- Carson Kressley
- Todrick Hall

### Giudici ospiti
- Raven-Symoné
- Ross Mathews
- Graham Norton
- Aubrey Plaza
- Nicole Scherzinger
- Jeremy Scott

## Special Guest
In questa edizione di All Stars ci sono stati dei cameo celebrities, molti di quali di concorrenti delle passate edizioni di RuPaul's Drag Race, che però non sono stati giudici durante la puntata:
- Chad Michaels
- Raven
- Jujubee
- Bianca del Rio
- Shangela
- Big Freedia
- Victoria "Porkchop" Parker
- Chelsea Peretti
- Mrs. Kasha Davis
- Akashia
- Jessica Wild
- Mystique Summers Madison
- Nicole Paige Brooks
- Sonique
- Alexis Mateo
- Mariah Paris Balenciaga
- Yara Sofia
- Jiggly Caliente
- Jaidynn Diore Fierce
- Marcus Lemonis
- Madame LaQueer
- Monica Beverly Hillz
- Vivienne Pinay
- Gia Gunn
- Kelly Mantle
- Laganja Estranja
- Trinity K. Bonet
- Vivacious

## Riassunto episodi

### Episodio 1 -All Star Talent Show Extravaganza
- La mini sfida: la puntata si apre con l'ingresso delle concorrenti iniziando da Katya e finendo con Adore Delano. L'ingresso di RuPaul all'interno della sala porta una rivelazione: in questa edizione RuPaul non eliminerà nessuna concorrente e non saranno le due concorrenti peggiori ad esibirsi in playback per salvarsi dall'eliminazione, ma saranno le due concorrenti migliori a doversi esibire. La vincitrice riceverà un premio di 10.000 dollari e la possibilità di scegliere chi eliminare tra le peggiori. Subito dopo RuPaul introduce la prima mini sfida, dove le concorrenti dovranno "leggersi" a vicenda, ovvero dirsi qualcosa di cattivo l'un l'altra, ma in modo scherzoso. La vincitrice della sfida è Alaska.
- La sfida principale: come sfida principale di questa prima puntata le concorrenti devono esibirsi in un numero di varietà, mostrando il loro talento. Le concorrenti si esibiscono nelle seguenti categorie:

| Concorrente    | Talento dell'esibizione |
| -------------- | ----------------------- |
| Adore Delano   | Canto                   |
| Alaska         | Canto                   |
| Alyssa Edwards | Show di varietà         |
| Coco Montrese  | Danza                   |
| Detox          | Canto                   |
| Ginger Minj    | Canto                   |
| Katya          | Ginnastica              |
| Phi Phi O'Hara | Canto a cappella        |
| Roxxxy Andrews | Burlesque               |
| Tatianna       | Spoken word             |

Giudice ospite della puntata è Raven-Symoné. Dopo le esibizioni di tutte le concorrenti RuPaul ribadisce che in questa edizione non eliminerà nessuna concorrente, ma che saranno le stesse concorrenti a decidere chi eliminare. La decisione spetterà alla vincitrice dell'esibizione di playback. RuPaul decide che Detox, Alyssa e Katya sono salve. Roxxxy e Tatianna vengono definitive le migliori mentre Phi Phi, Adore e Coco sono le peggiori. Ginger e Alaska si posizionano a metà e sono salve. Le concorrenti vengono mandate nel backstage dove le due vincitrici dovranno decidere chi eliminare. Dopo aver parlato con le altre concorrenti Roxxxy e Tatianna prendono ciascuna da una scatola un rossetto con sopra il nome della concorrente che vogliono eliminare.
- L'eliminazione: Roxxxy e Tatianna si esibiscono in playback sulla canzone Shake It Off di Taylor Swift. Roxxxy viene dichiarata vincitrice della sfida e rivela di aver scelto Coco Montrese come concorrente da eliminare dalla competizione. Durante i saluti Coco riceve un messaggio video da RuPaul, il quale le rivela che ha una possibilità per ritornare nella competizione.

### Episodio 2 -All Stars Snatch Game
- La sfida principale: in questa puntata non viene affrontata la mini sfida in quanto le concorrenti dovranno affrontare una versione "All Stars" del gioco The Snatch Game, versione drag del noto show televisivo americano The Match Game. Le partecipanti dovranno scegliere una celebrità e impersonarla per l'intero gioco. Raven e Jujubee, ex concorrenti della prima e seconda stagione di RuPaul's Drag Race, impersonano le finte concorrenti del gioco. Nella preparazione dei personaggi Phi Phi parla con alcune delle altre concorrenti circa alcune carenze nel portare avanti la caratterizzazione e Roxxxy, non sentendosi sicura della scelta di impersonificare Sofía Vergara, decide di cambiare all'ultimo minuto celebrità. Inoltre in questa fase Adore dice a RuPaul che sta pensando di lasciare la competizione a causa delle forti critiche ricevute da Raven-Symoné e Michelle Visage durante la prima puntata, confessando che si sente messa in dubbio per il suo tipo di drag che non è considerato "classico". RuPaul consiglia ad Adore di pensarci bene e di andare a parlare con Michelle, pur di continuare nella competizione. Adore e Michelle si incontrano fuori dal backstage e parlano: Michelle chiede scusa ad Adore se si è sentita offesa perché le critiche da lei date non erano personali ma avevano lo scopo di stimolarla. Nonostante le parole di RuPaul, di Michelle e degli altri concorrenti Adore decide comunque di ritirarsi, diventando così la prima concorrente nella storia del programma ad auto-eliminarsi.

Per quanto riguarda la sfida principale, le celebrità scelte dalle concorrenti sono state:
| Concorrente    | Celebrità impersonata   |
| -------------- | ----------------------- |
| Alaska         | Mae West                |
| Alyssa Edwards | Joan Crawford           |
| Detox          | Nancy Grace             |
| Ginger Minj    | Tammy Faye Messner      |
| Katya          | Björk                   |
| Phi Phi O'Hara | Theresa Caputo          |
| Roxxxy Andrews | Alaska Thunderfuck 5000 |
| Tatianna       | Ariana Grande           |

Giudice ospite della puntata è Ross Mathews. Per la sfilata il tema è latex e ogni concorrente deve indossare un capo composto di latex. Roxxxy, Tatianna e Detox vengono dichiarate le peggiori, Alyssa, Ginger e Phi Phi sono salve, mentre Alaska e Katya sono le migliori della puntata. Le concorrenti vengono mandate nel backstage dove le due vincitrici dovranno decidere chi eliminare. Dopo aver parlato con le altre concorrenti Alaska e Katya prendono da due scatole un rossetto con sopra il nome della concorrente che vogliono eliminare.
- L'eliminazione: Alaska e Katya si esibiscono in playback sulla canzone Le Freak degli Chic. Alaska viene dichiarata vincitrice della sfida e rivela di aver scelto Tatianna come concorrente da eliminare dalla competizione. Durante i saluti Tatianna riceve un messaggio video da RuPaul, il quale le rileva che ha una possibilità per ritornare nella competizione.

### Episodio 3 -HERstory Of The World
- La sfida principale: Come nell'episodio precedente, anche in questa puntata le concorrenti non affrontano la mini sfida. Per questa sfida principale le concorrenti devono eseguire un numero di ballo cantando in playback e impersonando personaggi storici femminili di varie epoche.

| Concorrente    | Personaggio storico impersonato |
| -------------- | ------------------------------- |
| Alaska         | Eva                             |
| Alyssa Edwards | Annie Oakley                    |
| Detox          | Maria Antonietta                |
| Ginger Minj    | Caterina La Grande              |
| Katya          | Lady Diana                      |
| Phi Phi O'Hara | Elena di Troia                  |
| Roxxxy Andrews | Evita Perón                     |

Giudice ospite della puntata è Jeremy Scott. Il tema della sfilata di queste puntata è "drag queen del futuro". Alyssa e Detox sono le migliori della sfida e si esibiscono in playback. Ginger e Katya sono le peggiori due mentre Alaska, Roxxxy e Phi Phi sono salve. 
- L'eliminazione: Alyssa e Detox si esibiscono in playback sulla canzone Tell It to My Heart di Taylor Dayne. Alyssa viene dichiarata vincitrice della sfida e rivela di aver scelto Ginger Minj come concorrente da eliminare, lasciando Katya e le altre concorrenti sorprese da questa decisione. Come con Tatianna e Coco, quando è sola nella Werk room Ginger riceve un messaggio video da RuPaul, il quale le rivela che ha una possibilità per ritornare nella competizione.

### Episodio 4 -Drag Movie Shequels
La puntata si apre con le concorrenti che ritornano nel backstage e che criticano Alyssa per la scelta di aver eliminato Ginger Minj, in quanto nella prima puntata tutti avevano concordato di eliminare in ogni puntata la concorrente che avesse ricevuto le critiche peggiori. Alyssa da parte sua si difende dicendo che è sicura della scelta fatta.
- La sfida principale: la sfida principale consiste nel registrare un sequel in versione parodia di famosi film. Le concorrenti devono dividersi in coppie. Alaska e Alyssa formano una coppia, Phi Phi e Roxxxy la seconda, Detox e Katya l'ultima.

| Film                                                                   | Concorrente    | Ruolo         |
| ---------------------------------------------------------------------- | -------------- | ------------- |
| Showsquirrels (Sequel di Showgirls)                                    | Phi Phi O'Hara | Mama Versayce |
| Showsquirrels (Sequel di Showgirls)                                    | Roxxxy Andrews | Lil' Versayce |
| Velma & Weezy (Sequel di Thelma & Louise)                              | Detox          | Weezy         |
| Velma & Weezy (Sequel di Thelma & Louise)                              | Katya          | Velma         |
| Wha' Ha' Happened to Baby JJ? (Sequel di Che fine ha fatto Baby Jane?) | Alaska         | Baby JJ       |
| Wha' Ha' Happened to Baby JJ? (Sequel di Che fine ha fatto Baby Jane?) | Alyssa Edwards | Blande        |

Giudice ospite della puntata è Nicole Scherzinger. Il tema della sfilata di queste puntata è "due in uno", tema ispirato ad uno degli outfit con rivelazione indossato da Violet Chachki durante la settima stagione di RuPauls' Drag Race. Alaska e Phi Phi sono le migliori, Detox è salva, mentre Katya, Alyssa e Roxxxy sono le peggiori. Tutte le concorrenti tornano nel backstage. Alaska parla con le concorrenti che sono a rischio eliminazione mentre Phi Phi non lo fa. Questa cosa viene criticata da Detox, ma Phi Phi risponde che non sarà quello che una persona le dirà a migliorare ciò che ha fatto durante l'esibizione.
- L'eliminazione: Alaska e Phi Phi si esibiscono in playback sulla canzone Got to Be Real di Cheryl Lynn. Alaska viene dichiarata vincitrice della sfida e rivela che Alyssa Edwards è la concorrente che ha scelto di eliminare. Più tardi, come con le altre concorrenti, Alyssa riceve il messaggio video da RuPaul. La puntata si chiude con le concorrenti rimaste che tornano nel backstage e vedono il messaggio lasciato da Alyssa sullo specchio. Phi Phi parla del comportamento di Alyssa Edwards dicendo che non la poteva più sopportare. All'improvviso dietro lo specchio compaiono i volti di Coco Montrese, Tatianna, Ginger Minj e Alyssa Edwards che guardano nella stanza con un'espressione di vendetta.

### Episodio 5 -Revenge of the Queens
La puntata riprende da dove era stata interrotta quella precedente, ovvero con le concorrenti eliminate che guardano le altre attraverso lo specchio. Poco dopo le eliminate rientrano nel backstage. Alyssa risponde immediatamente alle critiche ricevute da Phi Phi dicendo che si è sempre comportata nello stesso modo e che ha sempre detto tutto quello che aveva da dire direttamente alle persone interessate e senza dire le cose alle spalle, inoltre risponde alle critiche di Ginger circa la motivazione che ha portato alla sua eliminazione.
- La sfida principale: RuPaul informa che le quattro concorrenti eliminate hanno la possibilità di ritornare nella competizione: le migliori due concorrenti eliminate si esibiranno in playback e la vincitrice che riceverà i dieci mila dollari, ritornerà nella competizione e potrà eliminare una delle peggiori. Per la sfida di questa settimana le concorrenti devono realizzare un numero comico e il loro pubblico sarà composto dalle ex concorrenti del programma. Per il numero comico le concorrenti devono dividersi in coppie composte da una concorrente già eliminata e da una ancora in gara. Le coppie che si formano sono: Alyssa e Alaska, Phi Phi e Coco, Tatianna e Detox, Ginger e Katya. Roxxxy non essendo stata scelta da nessuno sarà la presentatrice dello show e presenterà le coppie. Coco e Ginger vengono eliminate nuovamente. Katya è salva, Alaska, Alyssa, Tatianna e Detox sono le migliori della puntata. Alyssa e Tatianna si dovranno esibire in playback per cercare di rientrare nella competizione, Alaska e Detox vengono ammesse direttamente alla puntata successiva. Mentre Phi Phi e Roxxxy sono le peggiori.
- L'eliminazione: Alyssa e Tatianna si esibiscono in playback sulla canzone Shut Up and Drive di Rihanna. Al termine dell'esibizione RuPaul decide che Tatianna è la vincitrice, ma che anche Alyssa è la vincitrice, quindi ognuna vince cinquemila dollari, rientra nella competizione e ha la possibilità di eliminare una delle concorrenti. Alyssa decide di eliminare Phi Phi e anche Tatianna decide di eliminare Phi Phi, la quale deve abbandonare la competizione.

### Episodio 6 -Drag Fish Tank
- La mini sfida: le concorrenti devono giocare a minigolf utilizzando una mazza senza mani, legata alla vita, e facendo passare la pallina sotto dei modelli e facendo buca. Alaska, che fa buca nel minor temp vince.
- La sfida principale: per la sfida principale le concorrenti dovevano creare un prodotto che rappresentasse loro stesse, e promuoverlo in uno spot commerciale. RuPaul rivela che i prodotti delle migliori due concorrenti sarebbero stati prodotto e poi venduti al RuPaul's DragCon 2017, terza edizione della convention dedicata al mondo drag che si tiene a Los Angeles.

| Concorrente    | Prodotto realizzato                   |
| -------------- | ------------------------------------- |
| Alaska         | Nastro adesivo per tutte le occasioni |
| Alyssa Edwards | Energy Drink                          |
| Detox          | Cestino della spazzatura che offende  |
| Katya          | Spray per il controllo dell'ansia     |
| Roxxxy Andrews | Dvd sui segreti per le parrucche      |
| Tatianna       | Set da thè                            |

Giudice ospite della puntata è Graham Norton. Il tema per la sfilata di questa puntata è "pantaloni". Alaska e Katya sono le migliori della puntata, Detox e Alyssa sono salve mentre Tatianna e Roxxxy sono le peggiori. 
- L'eliminazione: Alaska e Katya si esibiscono in playback sulla canzone Cherry Bomb degli Joan Jett & The Blackhearts. Alaska vince questa esibizione e decide di eliminare Tatianna.

### Episodio 7 -Family That Drags Together
- La sfida principale: anche in questa puntata non viene svolta la mini sfida, ma RuPaul anticipa immediatamente quale sarà la sfida principale per la puntata. Ogni concorrente deve fare un makeover (vestire e truccare in stile drag) a uno dei loro familiari, facendoli diventare membri della loro famiglia drag. Oltre al makeover i concorrenti e i loro familiari dovevano eseguire una coreografia in stile vogueing.

| Concorrente | Vero nome del familiare | Parentela | Nome in drag del familiare |
| ----------- | ----------------------- | --------- | -------------------------- |
| Alaska      | Pam                     | Madre     | Hawaii                     |
| Alyssa      | Tabatha                 | Sorella   | Ava Edwards                |
| Detox       | Heather                 | Sorella   | D-Rama                     |
| Katya       | Pat                     | Madre     | Svetlana Borisnova         |
| Roxxxy      | Sonia                   | Nonna     | Raquel Andrews             |

Giudice ospite della puntata è Aubrey Plaza. RuPaul decide che Detox e Katya sono le migliori della puntata mentre le rimanenti concorrenti sono le peggiori tre. 
- L'eliminazione: Detox e Katya si esibiscono in playback sulla canzone Step It Up di RuPaul. Detox vince questa esibizione e decide di eliminare Alyssa, salvando Roxxxy ed Alaska.

### Episodio 8 -All Stars Supergroup
Michelle Visage entra nel backstage e annuncia alle quattro finaliste che per questa ultima puntata ognuna dovrà scrivere e registrare un pezzo rap che farà parte del nuovo singolo di RuPaul, intitolato Read U, Wrote U. Dovranno poi esibirsi con la canzone sul palcoscenico, eseguendo un balletto, e dovranno anche prendere parte ad un podcast con RuPaul e Michelle Visage.
Una volta scritto il pezzo rap, ogni concorrente va nella sala registrazione, dove il cantante AB Soto dà loro consigli e aiuto per la registrazione del pezzo. Per la realizzazione del balletto per il palcoscenico principale i concorrenti incontrano il coreografo Todrick Hall, che insegna loro i passi. Nel frattempo una ad una le concorrenti prendono parte al podcast RuPaul e Michelle Visage fanno domande sulla loro esperienza in questa edizione di All Stars e su come sono cambiate rispetto all'edizione a cui hanno preso parte la prima volta.
In questa puntata i giudici sono RuPaul, Michelle Visage, Ross Mathews, Todrick Hall e Carson Kressley. Le concorrenti si esibiscono con la canzone Read U, Wrote U e successivamente sfilano con uno dei loro migliori outfit. L'outfit di Alaska viene giudicato positivamente, il suo pezzo rap è considerato il più divertente di tutti. Detox riceve ottimi giudizi circa l'esibizione e in particolar modo per il balletto, e anche l'outfit viene valutato bene. Anche l'esibizione di Katya è giudicata molto divertente, per inserito parti anche in russo. Infine Roxxxy viene giudicata bene per l'outfit, ma i giudici evidenziano che il rap non è una delle cose che le è meglio riuscita. Come ultima cosa RuPaul chiede ad ogni concorrente di spiegare per quale motivo essa debba essere scelta come vincitrice e non le altre concorrenti.
RuPaul comunica che tre delle quattro finaliste hanno rubato la scena maggiormente: Alaska, Detox e Katya. Roxxxy viene eliminata dalla competizione. Alaska, Detox e Katya si devono esibire in playback sulle note di If I Were Your Woman di Gladys Knight & the Pips. Dopo l'esibizione RuPaul decide che Alaska Thunderfuck 5000 è la vincitrice della seconda edizione di RuPauls's Drag Race All Stars.

### Episodio 9 -Reunited
In questo episodio tutte le concorrenti, ad eccezion fatta di Phi Phi O'Hara, si riuniscono insieme a RuPaul per parlare della loro esperienza nello show, discutendo di quali sono stati i loro momenti migliori, le sfide più difficili e le scelte di stile effettuate durante lo show.